# Lac de Bastanet inférieur
Le lac de Bastanet inférieur est un lac pyrénéen français situé administrativement dans la commune de Vielle-Aure dans le département des Hautes-Pyrénées en région  Occitanie.
C’est un lac naturel qui a une superficie de 0,4 ha pour une altitude de 2 197 m.

## Géographie
Le lac est situé en vallée de Port Bielh Bastan, en vallée d'Aure, dans la réserve du Néouvielle dans le sud du département français des Hautes-Pyrénées dans le massif de l'Arbizon..
 
Il est entouré de nombreux lacs comme le lac de Bastan ou de Port-Bielh (2 285 m), le lac d'Aumar (2 192 m), le lac de l'Ile (2 278 m), le lac de l'Ours (2 238 m), le lac de l'Oule (1 819 m).

### Topographie
| Lac de Bastan supérieur (2 260 m) | Pic de Bastan (2 715 m)   | Laquet de Coste Oueillère (2 100 m) |
| Sapinière de Bastanet             | lac de Bastanet inférieur |                                     |
| Lac des Guits (2 257 m)           |                           |                                     |

## Protection environnementale
Le lac fait partie d'une zone naturelle protégée, classée ZNIEFF de type 1 : Réserve du Néouvielle et vallons de Port-Bielh et du Bastan.

## Voies d'accès
Le lac est accessible depuis le lac de l'Oule et le refuge - auberge de l'Oule par le sentier de grande randonnée GR 10 en direction du pic de Bastan.